# Rębowo (gromada)
Rębowo – dawna gromada, czyli najmniejsza jednostka podziału terytorialnego Polskiej Rzeczypospolitej Ludowej w latach 1954–1972.
Gromady, z gromadzkimi radami narodowymi (GRN) jako organami władzy najniższego stopnia na wsi, funkcjonowały od reformy reorganizującej administrację wiejską przeprowadzonej jesienią 1954 do momentu ich zniesienia z dniem 1 stycznia 1973, tym samym wypierając organizację gminną w latach 1954–1972.
Gromadę Rębowo z siedzibą GRN w Rębowie utworzono – jako jedną z 8759 gromad na obszarze Polski – w powiecie płockim w woj. warszawskim, na mocy uchwały nr VI/10/13/54 WRN w Warszawie z dnia 5 października 1954. W skład jednostki weszły obszary dotychczasowych gromad Chmielewo, Rębowo, Wiązówka i Wilczkowo ze zniesionej gminy Rębowo oraz obszar dotychczasowej gromady Gródkówko() ze zniesionej gminy Mała Wieś w powiecie płockim, a także obszar dotychczasowej gromady Bolin ze zniesionej gminy Sielec w powiecie płońskim (woj. warszawskie). Dla gromady ustalono 17 członków gromadzkiej rady narodowej.
1 stycznia 1959 do gromady Rębowo przyłączono wieś Pruszyn ze znoszonej gromady Orszymowo oraz wieś Drwały ze znoszonej gromady Starzyno – w tymże powiecie.
Gromadę zniesiono 1 stycznia 1969 a jej obszar wszedł w skład nowo utworzonej gromady Wyszogród w tymże powiecie.